# Bālowlān
Bālowlān (persiska: بالولان, بالُولان) är en ort i Iran.   Den ligger i provinsen Västazarbaijan, i den nordvästra delen av landet, 600 km väster om huvudstaden Teheran. Bālowlān ligger 1 807 meter över havet och antalet invånare är 309.
Terrängen runt Bālowlān är kuperad åt nordost, men åt sydväst är den bergig.Runt Bālowlān är det ganska tätbefolkat, med 185 invånare per kvadratkilometer. Närmaste större samhälle är Silvana, 15,7 km sydost om Bālowlān. Trakten runt Bālowlān består i huvudsak av gräsmarker.